# Ulla Dinger

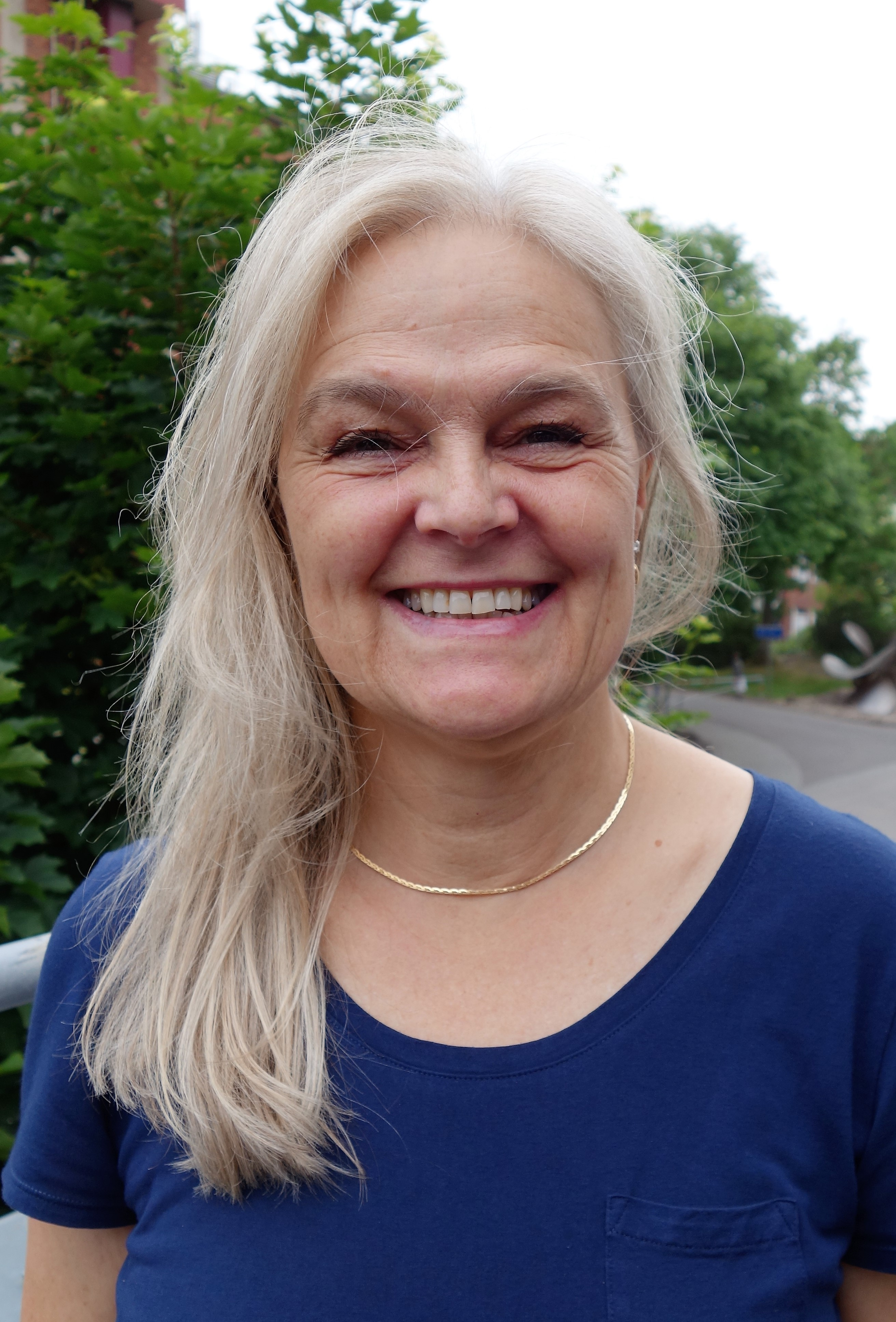
Ulla Dinger 2016

Ulla Margarete Dinger, född 4 mars 1955 i Fjärås församling i Hallands län, är en svensk matematiker.
Dinger disputerade 1989 vid Göteborgs universitet med avhandlingen On the ball problem and the Laguerre maximal Operator. Hon var den första kvinnan som disputerade i matematik vid detta lärosäte. Hennes forskningsområde var från början måtteori, och övergick sedan till harmonisk analys. Dinger är universitetslektor vid Göteborgs universitet, har varit viceprefekt för grundutbildningen till 2017, och är programansvarig för Naturvetenskapligt basår. Hon har också under många år varit ansvarig för kursen Reell analys som ges i slutet av det andra året på matematikprogrammet.